# 大南峪镇
大南峪镇，是中华人民共和国甘肃省陇南市康县下辖的一个乡镇级行政单位。
2014年，甘肃省民政厅批复同意撤销大南峪乡，设立大南峪镇。

## 行政区划
大南峪镇下辖以下地区：
寺沟村、贺家沟村、窑坪村、后沟村、李河村、郑湾村、赵沟村、花庙村、李家沟村、万家山村、新庄村、大南峪村、李通沟村、大南沟村、李湾村、新院村、宋家河坝村、潘家山村、焦家沟村、安房村和李家庄村。